# ギガバイト
ギガバイト (gigabyte,記号:GB) は、情報の大きさを表す単位。
クラウドストレージやシリコンディスク、ハードディスク、USBメモリ、SDカード、DVD、Blu-ray Disc、内蔵メモリなど記憶媒体の容量や、ファイルサイズを表すのに用いられる。

## 概要
ギガバイトは、国際単位系 (SI) の定めに従いバイトの1,000,000,000(= 109)倍（= 1000(103)メガバイト）を示す場合と、国際規格などで定められていない俗習としてバイトの1,073,741,824(= 230)倍（= 1024(210)メビバイト）を表す場合がある。
この曖昧さを回避するため、1,073,741,824(= 230)倍を示す接頭辞として、国際規格（IEC 80000-13）にてSI接頭語と区別できる2進接頭辞「ギビ」(gibi,記号:Gi)が定められているが、「ギビバイト」(gibibyte,記号:GiB)はあまり用いられていない。
また、国際単位系 (SI) 第8版（2006年）にて、ギガやその他のSI接頭辞を決して2のべき乗を表すために用いてはならないと定めているが、大手IT企業であるマイクロソフトなどが、未だ国際単位系 (SI) の定めに完全には従っておらず、2のべき乗を表す用法も混在する状況は解決されていない。
そのため、パソコンで記憶媒体の詳細な空き容量を調べてみると、カタログスペックとして記載されている容量より、表示される容量のほうが少なくなることが多い。これは記憶媒体の容量を、メーカーが国際単位系 (SI) に従い10の整数乗で計算することが多いのに対し、主なパソコンのオペレーティングシステム（Microsoft Windows・過去のmacOS）が俗習に従い2のべき乗で計算することに起因する。
なお、macOSでは、Mac OS X Leopard以前は2のべき乗（1024倍）が用いられていたが、2009年公開のMac OS X Snow Leopard以降は10の整数乗（1000倍）を用いたストレージ容量やファイルサイズ表示に変更された。

## 符号位置
| 記号 | Unicode | JIS X 0213 | 文字参照          | 名称       |
| ---- | ------- | ---------- | ----------------- | ---------- |
| ㎇   | U+3387  | -          | &#x3387; &#13191; | ギガバイト |